# وليمة (فلم 2005)
وليمة (بالإنجليزية: Feast) هو فيلم أكشن ورعب كوميدي أمريكي تم إصداره عام 2005. الفيلم من إخراج جون جولاجر، ومن إنتاج مايكل ليهي، وجويل سويسون، ولاري تانز، وأندرو جيمسون، ومن كتابة باتريك ميلتون وماركوس دونستان، ومن بطولة بالتاسار جيتي، وهنري رولينز، ونافي روات، وجوداه فريدلاندر، وجيني واد، وكلو غولاغر، وجاسون ميويس.

## وصلات خارجية
- مقالات تستعمل روابط فنية بلا صلة مع ويكي بيانات